# 波赫丹尼夫卡 (巴赫穆特区)
波赫丹尼夫卡（羅馬化：Bohdanivka）是乌克兰顿涅茨克州巴赫穆特区恰西夫亚尔市镇的村庄。位于巴赫穆特西北5（3.1英里）。

## 历史
2024年1月下旬开始，俄罗斯军队集中兵力進攻波赫丹尼夫卡。截至2月17日，波赫丹尼夫卡仍由乌克兰控制。
2024年4月13日，有新聞報道，俄罗斯军队已占领波赫丹尼夫卡。2024年4月21日，俄罗斯联邦国防部宣布已控制波赫丹尼夫卡。

## 人口统计
根据2001年烏克蘭人口普查，當地人口97人，71.1%的人以烏克蘭語為母语，28.9%的人以俄語為母語。